# کاساگو بریانتزا

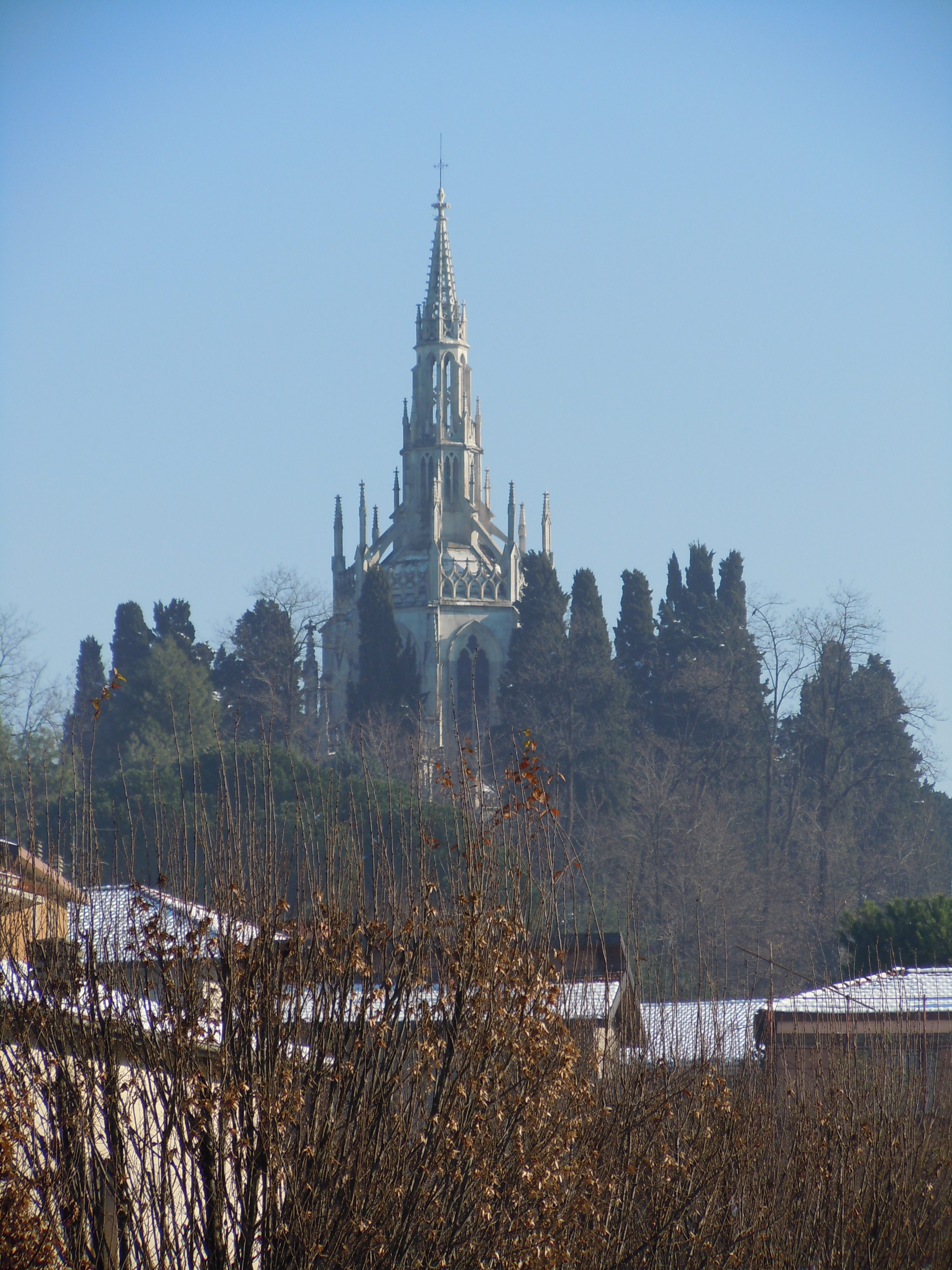
مقبره ویسکونتی دی مدرون، واقع در کاساگو بریانتزا

کاساگو بریانتزا (به ایتالیایی: Cassago Brianza) یک کومونه در ایتالیا است که در استان لکو واقع شده‌است. کاساگو بریانتزا ۳٫۶ کیلومتر مربع مساحت و ۴٬۴۴۷ نفر جمعیت دارد و ۳۳۴ متر بالاتر از سطح دریا واقع شده‌است.